# All of Me (Estelle)
All of Me è il terzo album discografico in studio della cantante inglese Estelle, pubblicato nel febbraio 2012 in Irlanda e Stati Uniti e nel marzo 2012 nel Regno Unito.

## Tracce
1. The Life – 3:28 (Ivan "Orthodox" Barias, Christopher Barnes, Curt Chambers, Carvin Haggins, Isra Lohata, Estelle Swaray)
2. International (Serious) (feat. Chris Brown & Trey Songz) – 3:56 (David Banner, Chris Brown, Tremaine Neverson, Sevyn Streeter, Swaray)
3. You and I – 0:38 (Ray Angry, Ahmir Thompson)
4. Love the Way We Used To – 3:33 (Sean Marshall, Gary "Kadis" Spriggs, Swaray)
5. Cold Crush – 3:18 (Matthew Bronson, Mischa Chillak, John Stephens, Swaray)
6. Don't Break It – 1:17 (Angry, Thompson)
7. Break My Heart (feat. Rick Ross) – 4:17 (Don Cannon, Vincent Montana Jr., William Roberts, Stephens, Swaray)
8. Thank You – 4:12 (Arden Altino, Akene "The Champ" Dunkley, Jerry Duplessis, Doug F. Edwards, Thomas D. Richardson, Aliaune Thiam)
9. Who We Are – 1:02 (Angry, Thompson)
10. Wonderful Life – 3:32 (Altino, Duplessis, James Poyser, Jeymes Samuel, Swaray)
11. Found My Way... – 0:26 (Angry, Thompson)
12. Back to Love – 3:47 (Duplessis, Wyclef Jean, Swaray)
13. Blue Skies – 0:20 (Angry, Thompson)
14. Speak Ya Mind – 4:28 (Stacy Barthe, George Clinton, Bootsy Collins, Corey Gibson, Swaray)
15. Do My Thing (feat. Janelle Monáe) – 3:28 (Tyler Reynolds, Shaffer Smith, Miykal Snoddy, Warren Zavala)

## Classifiche
| Classifica (2012)           | Posizione raggiunta |
| --------------------------- | ------------------- |
| Stati Uniti (Billboard 200) | 28                  |